# Дома 1050 км
Дома 1050 км — упраздненный населенный пункт в Можгинском районе Удмуртской республики. Упразднен постановлением Государственного Совета Удмуртской Республики от 28 марта 2017 года № 970-V

## География
Находится в южной части Удмуртии на расстоянии приблизительно 18 км на северо-восток от от районного центра города Можга.

### Климат
Климат характеризуется как умеренно континентальный, с продолжительной холодной многоснежной зимой и относительно коротким тёплым летом. Среднегодовая температура воздуха — 2,4 °С. Средняя температура воздуха самого тёплого месяца (июля) — 18 °C (абсолютный максимум — 36,6 °C); самого холодного (января) — −15 °C (абсолютный минимум — −46,8 °C). Среднегодовое количество атмосферных осадков составляет 340—600 мм, из которых большая часть выпадает в тёплый период. Снежный покров держится в течение 155 дней.

## Население
| 2008 | 2010 | 2012 |
| ---- | ---- | ---- |
| 7    | ↘3   | →3   |